# Wirth Building
El Wirth Building es un edificio comercial en el centro de Duluth, una ciudad portuaria del estado de Minnesota (Estados Unidos) Cuando se construyó en 1886 fue el primer ejemplo de estilo románico richardsoniano de la ciudad, y se erige como una de las primeras obras del arquitecto Oliver G. Traphagen. El edificio Wirth fue incluido en el Registro Nacional de Lugares Históricos en 1991 por su importancia local en el tema de la arquitectura. Fue nominado por ser un ejemplo local líder de su estilo arquitectónico y un punto de inflexión clave en la carrera de un importante arquitecto con sede en Duluth.
El edificio fue encargado por Max Wirth para albergar su negocio de farmacia. El hermano de Wirth, George, era uno de los arquitectos más conocidos de Minnesota en ese momento y acababa de forjar una sociedad con su empleado estrella Traphagen.
Falta evidencia para decir cuál de los dos socios podría haber sido más responsable del edificio, lo que supuso un cambio estilístico para ambos. Poco después de que se completó el edificio, Wirth regresó a su Baviera natal, mientras que Traphagen permaneció en Duluth y se convirtió en su principal arquitecto.